# Benec
Benec (eigentlich Benoît Chaumont; * 19. Januar 1978 in Frankreich) ist ein französischer Comicautor.

## Leben
Benec wurde 1978 in Frankreich geboren. Hauptberuflich arbeitet er als Comicautor und IT-Berater.
Im Jahr 2007 wurde Benec's Kurzgeschichte Nanobiotics (gezeichnet von Giuseppe Liotto) mit dem Prix Raymond Leblanc ausgezeichnet.
Gemeinsam mit Thomas Legrain arbeitet Benec derzeit für den Verlag Le Lombard an der Serie Sisco, die teilweise mittlerweile auch in Deutschland erschienen ist.

## Werke
- 2007: Nanobiotics, mit Giuseppe Liotto
- Seit 2010: Sisco, mit Thomas Legrain, zehn Bände